# Campeonato Mundial de Natação em Piscina Curta de 2018 - 200 m medley feminino
A prova dos 200 metros nado medley feminino do Campeonato Mundial de Natação em Piscina Curta de 2018 foi disputado no dia 15 de dezembro de 2018, no Hangzhou Sports Park Stadium, em Hangzhou, na China. 

## Recordes
Antes desta competição, os recordes mundiais e do campeonato nesta prova eram os seguintes:
|                       | Nome           | Nacionalidade | Tempo   | Local | Data                  |
| --------------------- | -------------- | ------------- | ------- | ----- | --------------------- |
| Recorde mundial       | Katinka Hosszú | Hungria       | 2:01.86 | Doha  | 6 de dezembro de 2014 |
| Recorde do campeonato | Katinka Hosszú | Hungria       | 2:01.86 | Doha  | 6 de dezembro de 2014 |

## Medalhistas
| Ouro                 | Prata                  | Bronze               |
| Katinka Hosszú (HUN) | Melanie Margalis (USA) | Kathleen Baker (USA) |

## Resultados

### Eliminatórias
As eliminatórias ocorreram dia 15 de dezembro com um total de 39 nadadoras. 
| Colocação | Bateria | Raia | Nadadora               | Nacionalidade  | Tempo   | Notas |
| --------- | ------- | ---- | ---------------------- | -------------- | ------- | ----- |
| 1         | 4       | 4    | Katinka Hosszú         | Hungria        | 2:05.42 | Q     |
| 2         | 4       | 5    | Ye Shiwen              | China          | 2:06.45 | Q     |
| 3         | 2       | 3    | Kathleen Baker         | Estados Unidos | 2:06.57 | Q     |
| 4         | 3       | 3    | Ilaria Cusinato        | Itália         | 2:07.11 | Q     |
| 5         | 3       | 4    | Melanie Margalis       | Estados Unidos | 2:07.39 | Q     |
| 6         | 4       | 6    | Abbey Harkin           | Austrália      | 2:07.45 | Q     |
| 7         | 3       | 6    | Sakiko Shimizu         | Japão          | 2:07.75 | Q     |
| 8         | 2       | 4    | Emily Seebohm          | Austrália      | 2:07.78 | Q     |
| 9         | 4       | 3    | Rika Omoto             | Japão          | 2:07.94 |       |
| 10        | 3       | 5    | Fantine Lesaffre       | França         | 2:08.27 |       |
| 11        | 2       | 5    | Zhou Min               | China          | 2:09.17 |       |
| 12        | 2       | 6    | Catalina Corro         | Espanha        | 2:09.82 |       |
| 13        | 4       | 2    | Kristyna Horska        | Chéquia        | 2:10.36 |       |
| 14        | 2       | 2    | Barbora Zavadova       | Chéquia        | 2:10.78 |       |
| 15        | 4       | 9    | Marie Pietruschka      | Alemanha       | 2:10.97 |       |
| 16        | 3       | 2    | Irina Krivonogova      | Rússia         | 2:11.51 |       |
| 17        | 4       | 8    | Florencia Perotti      | Argentina      | 2:11.83 |       |
| 18        | 4       | 7    | Anastasiia Sorokina    | Rússia         | 2:12.79 |       |
| 19        | 4       | 1    | Victoria Kaminskaya    | Portugal       | 2:12.82 |       |
| 20        | 2       | 9    | McKenna de Bever       | Peru           | 2:13.46 |       |
| 21        | 1       | 4    | Aela Janvier           | Canadá         | 2:13.80 |       |
| 22        | 2       | 1    | Rebecca Meder          | África do Sul  | 2:14.68 |       |
| 23        | 4       | 0    | Claudia Hufnagl        | Áustria        | 2:14.92 |       |
| 24        | 2       | 0    | Kan Cheuk Tung Natalie | Hong Kong      | 2:15.10 |       |
| 25        | 3       | 7    | Viktoria Zeynep Gunes  | Turquia        | 2:15.11 |       |
| 26        | 3       | 0    | G.P. McCarthy          | Nova Zelândia  | 2:15.40 |       |
| 27        | 3       | 8    | Lisa Mamie             | Suíça          | 2:15.79 |       |
| 28        | 3       | 1    | Diana Duraes           | Portugal       | 2:16.26 |       |
| 29        | 3       | 9    | Sabina Kupcova         | Eslováquia     | 2:16.38 |       |
| 30        | 2       | 8    | Margaret Markvardt     | Estónia        | 2:16.91 |       |
| 31        | 1       | 5    | Wang Wan-Chen          | Taipé Chinesa  | 2:20.32 |       |
| 32        | 1       | 2    | Mya Azzopardi          | Malta          | 2:22.09 |       |
| 33        | 1       | 7    | Elisa Funes            | El Salvador    | 2:23.13 |       |
| 34        | 1       | 6    | Sara Pastrana          | Honduras       | 2:25.06 |       |
| 35        | 1       | 3    | Gabriella Doueihy      | Líbano         | 2:27.86 |       |
| 36        | 1       | 1    | Inana Suleiman         | Síria          | 2:28.21 |       |
| 37        | 1       | 0    | Kaya Forson            | Gana           | 2:31.46 |       |
| 38        | 1       | 8    | Thimali Bandara        | Sri Lanka      | 2:33.28 |       |
|           | 2       | 7    | Marina Garcia          | Espanha        |         | DNS   |

### Final
A final foi realizada em 15 de dezembro. 
| Colocação         | Raia | Nadadora         | Nacionalidade  | Tempo   | Notas |
| ----------------- | ---- | ---------------- | -------------- | ------- | ----- |
| Medalha de ouro   | 4    | Katinka Hosszú   | Hungria        | 2:03.25 |       |
| Medalha de prata  | 3    | Melanie Margalis | Estados Unidos | 2:04.62 |       |
| Medalha de bronze | 6    | Kathleen Baker   | Estados Unidos | 2:05.54 |       |
| 4                 | 1    | Ye Shiwen        | China          | 2:05.79 |       |
| 5                 | 5    | Ilaria Cusinato  | Itália         | 2:06.17 |       |
| 6                 | 5    | Emily Seebohm    | Austrália      | 2:06.80 |       |
| 7                 | 7    | Abbey Harkin     | Austrália      | 2:08.30 |       |
| 8                 | 8    | Sakiko Shimizu   | Japão          | 2:08.41 |       |

Legenda
| Recorde mundial       | Recorde mundial (World record)               |                       | Recorde africano                      | Recorde africano (African) |                                           | Q | Classificado por posição (Qualified) |
| Recorde do campeonato | Recorde do campeonato (Championship record)  | Recorde da América    | Recorde da América (Americas)         | q                          | Classificado por melhor tempo (Qualified) |   |                                      |
| Melhor marca do ano   | Melhor marca do ano (World leading)          | Recorde asiático      | Recorde asiático (Asian)              | DNS                        | Não largou (Did not start)                |   |                                      |
| Recorde nacional      | Recorde nacional (National record)           | Recorde europeu       | Recorde europeu (European)            | DNF                        | Não terminou (Did not finish)             |   |                                      |
| Recorde pessoal       | Recorde pessoal do atleta (Personal best)    | Recorde da Oceania    | Recorde da Oceania (Oceania)          | DSQ / DQ                   | Desclassificado (Disqualified)            |   |                                      |
| Recorde da temporada  | Recorde da temporada do atleta (Season best) | Recorde sul-americano | Recorde sul-americano (South America) | NM                         | Sem marca (No mark)                       |   |                                      |